# Wzorzec częstotliwości
Wzorzec częstotliwości – w Polsce, atomowy wzorzec cezowy; jest to etalon, którego częstotliwość wynosi 9,1926317716 GHz. W Polsce wzorce częstotliwości są zarazem wzorcami czasu.
Wzorce można podzielić na etalony, wzorce I rzędu, wzorce II i III rzędu. Wzorce I rzędu to generatory kwarcowe o dużej dokładności. Wzorce II rzędu to generatory kwarcowe oraz zespoły aparatury do nadawania sygnałów wzorcowych drogą radiową. Służą one również do kontroli wzorców III rzędu, którymi są przyrządy i urządzenia laboratoryjne m.in. generatory pomiarowe, stopery itp.